# Station Woodgrange Park
Woodgrange Park is een spoorwegstation van National Rail aan de Gospel Oak to Barking Line in Newham in Engeland. Het station is eigendom van Network Rail en wordt beheerd door London Overground. 